# سحرگاه مومیایی
سحرگاه مومیایی (انگلیسی: Dawn of the Mummy) فیلمی در ژانر ترسناک به کارگردانی فاروق عجرمه است که در سال ۱۹۸۱ منتشر شد.